# Slovany
Slovany és un poble i municipi d'Eslovàquia que es troba a la regió de Žilina, al centre-nord del país.

## Demografia
| Godina             | 1994 | 2004   | 2014    | 2024   |
| ------------------ | ---- | ------ | ------- | ------ |
| Nombre de persones | 375  | 410    | 455     | 431    |
| Diferència         |      | +9,33% | +10,97% | −5,27% |

| Godina             | 2023 | 2024   |
| ------------------ | ---- | ------ |
| Nombre de persones | 426  | 431    |
| Diferència         |      | +1,17% |